# Lathrothele grabensis
Espèce
Synonymes
- Lathrothele marmoratus Benoit, 1965

Lathrothele grabensis est une espèce d'araignées mygalomorphes de la famille des Ischnothelidae.

## Distribution
Cette espèce se rencontre au Congo-Kinshasa au Nord-Kivu et au Sud-Kivu, au Rwanda, au Burundi et au Cameroun,.

## Description
Le mâle holotype mesure 9,2 mm et les femelles de 13,5 à 18,5 mm.
La carapace du mâle holotype mesure 4,04 mm de long sur 3,46 mm.

## Publication originale
- Benoit, 1965 : Dipluridae de l'Afrique Centrale (Araneae-Orthognatha) 2. Genres Lathrothele nov. et Macrothele Ausserer. Revue de Zoologie et de Botanique Africaines, vol. 71, p. 113-128.